# Baeoglossa
Baeoglossa es un  género de coleópteros adéfagos de la familia Carabidae.

## Especies
Comprende las siguientes especies:
- Baeoglossa anthracina (Gueron-Meneville, 1847)
- Baeoglossa villosa (Thunberg, 1806)